# Розбад (округ)
Округ Розбад (англ. Rosebud County) располагается в штате Монтана, США. Официально образован в 1901 году. По состоянию на 2010 год, численность населения составляла 9 233 человека.

## География
По данным Бюро переписи США, общая площадь округа равняется 13 019,943 км2, из которых 12 975,913 км2 суша и 44,030 км2 или 0,300 % это водоёмы.

## Климат
Согласно системе классификации климатов Кёппена, в округе Розбад холодный полузасушливый климат, на климатических картах сокращённо обозначаемый аббревиатурой «BSk».

## Население
По данным переписи населения 2000 года в округе проживает 9 383 жителей в составе 3 307 домашних хозяйств и 2 417 семей. Плотность населения составляет 1,00 человек на км2. На территории округа насчитывается 3 912 жилых строений, при плотности застройки около 0,00-ти строений на км2. Расовый состав населения: белые — 64,40 %, афроамериканцы — 0,23 %, коренные американцы (индейцы) — 32,41 %, азиаты — 0,29 %, гавайцы — 0,00 %, представители других рас — 0,65 %, представители двух или более рас — 2,01 %. Испаноязычные составляли 2,33 % населения независимо от расы.
В составе 38,70 % из общего числа домашних хозяйств проживают дети в возрасте до 18 лет, 56,00 % домашних хозяйств представляют собой супружеские пары проживающие вместе, 11,80 % домашних хозяйств представляют собой одиноких женщин без супруга, 26,90 % домашних хозяйств не имеют отношения к семьям, 24,30 % домашних хозяйств состоят из одного человека, 8,40 % домашних хозяйств состоят из престарелых (65 лет и старше), проживающих в одиночестве. Средний размер домашнего хозяйства составляет 2,81 человека, и средний размер семьи 3,34 человека.
Возрастной состав округа: 33,50 % моложе 18 лет, 7,20 % от 18 до 24, 25,70 % от 25 до 44, 24,80 % от 45 до 64 и 24,80 % от 65 и старше. Средний возраст жителя округа 34 лет. На каждые 100 женщин приходится 100,90 мужчин. На каждые 100 женщин старше 18 лет приходится 99,20 мужчин.
Средний доход на домохозяйство в округе составлял 35 898 USD, на семью — 41 631 USD. Среднестатистический заработок мужчины был 38 688 USD против 20 640 USD для женщины. Доход на душу населения составлял 15 032 USD. Около 17,80 % семей и 22,40 % общего населения находились ниже черты бедности, в том числе — 31,80 % молодежи (тех, кому ещё не исполнилось 18 лет) и 15,10 % тех, кому было уже больше 65 лет.